# Kit Klein
Kit Klein (Buffalo, 28 maart 1910 - Holmes Beach, 13 april 1985) was een schaatsster uit de Verenigde Staten. Ze nam deel aan de demonstratie van schaatsen voor vrouwen op de Olympische Winterspelen 1932 in Lake Placid en won hier op de 500 meter de bronzen medaille en op de 1500 meter de gouden medaille.
Verder is ze een van de weinige Amerikaanse vrouwen wereldkampioen allround (alleen Beth Heiden wist dit haar na te doen in 1979). Ook reed ze in 1935 een nieuw wereldrecord op de 1000 meter en in 1936 reed ze een nieuw wereldrecord op de 3000 meter.

## Resultaten

### Wereldkampioenschappen
| Jaar | Plaats    | Resultaten |
| ---- | --------- | ---------- |
| 1935 | Oslo      | Allround   |
| 1936 | Stockholm | Allround   |

### Wereldrecord
| Afstand    | Tijd   | Datum           | Plaats    |
| ---------- | ------ | --------------- | --------- |
| 1000 meter | 1.42,3 | 1 maart 1935    | Kongsberg |
| 3000 meter | 6.12,0 | 1 februari 1936 | Stockholm |

## Persoonlijke records
| Afstand    | Tijd     | Datum           | Baan      |
| ---------- | -------- | --------------- | --------- |
| 500 meter  | 49,80    | 1 maart 1935    | Kongsberg |
| 1000 meter | 1.42,30  | 1 maart 1935    | Kongsberg |
| 1500 meter | 2.47,40  | 18 januari 1936 | Oslo      |
| 3000 meter | 6.12,00  | 1 februari 1936 | Stockholm |
| 5000 meter | 10.18,00 | 1 februari 1936 | Stockholm |